# Koubri
Koubri è un dipartimento del Burkina Faso classificato come comune, situato nella provincia  di Kadiogo, facente parte della Regione del Centro.
Il dipartimento si compone del capoluogo e di altri 24 villaggi: Boussouma, Didri, Goghin, Goumtoaga, Guiguemtinga, Kankanghin, Kouba, Kuiti, Mogtedo, Moince, Naba-Zana, Nakamtinga, Nambe, Napagting-Gounghin, Noungou, Peele, Pikieko, Pissi, Poedogo, Sinsinguene, Tansablogo, Tanvi, Wamtinga, Wedbila.